# Revda
Revda (tiếng Nga: Ревда́) là một thị trấn ở tỉnh Sverdlovsk, Nga. Dân số: 61,875 (Điều tra dân số 2010); 62,667 (Điều tra dân số 2002); 65,757 (Điều tra dân số năm 1989).